# Roger Mallola Castillo
Roger Mallola Castillo   (1969) és un enginyer de camins, investigador i consultor empresarial català involucrat en política.
Té un màster en relacions internacionals. És doctor en Ciències Polítiques. També és doctorand en Humanitats i Estudis Europeus. En la faceta de la recerca, forma part de l'Institut Nova Història. També escriu a les columnes d'alguns mitjans de comunicació independentistes.
Eixamplenc, el 2007 i el 2008 militava a Esquerra Republicana de Catalunya. El 2018, en el marc del Procés, va cofundar Primàries Catalunya. Més tard, va formar part de l'executiva del partit Força Catalunya. El 2023, amb 129 vots, va ser triat el candidat de Primàries a l'alcaldia de Barcelona per a les eleccions municipals.